# Malaio de Brunei

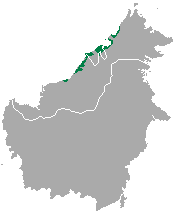
Área no qual Malaio de Brunei é falado

Malaio de Brunei é uma variedade do malaio, falado em Brunei, um país de língua malaia na Ilha de Bornéu.
Talvez dois terços da população bruneana fale alguma variedade do malaio (cakap, barunay, kurapak barunay) como língua materna ou segunda língua.